# Hypercompe pellucida
Hypercompe pellucida là một loài bướm đêm thuộc phân họ Arctiinae, họ Erebidae.